# Euseius rawalakotensis
Euseius rawalakotensis är en spindeldjursart som först beskrevs av Khan, Afzal och Bashir 2007.  Euseius rawalakotensis ingår i släktet Euseius och familjen Phytoseiidae. Inga underarter finns listade i Catalogue of Life.